# 石启
石启（？—349年），十六国后赵宗室、大臣，官至侍中。
349年，后赵皇帝石虎死后，其子石遵杀死嗣君石世，随后石闵、李农拥立石鉴杀死石遵，呼延盛依附石闵、李农。石虎的另一个儿子新兴王石祗镇守襄国，与姚弋仲、蒲洪等人联合兵力，四处传递檄文讨伐石闵、李农。在邺城内部，石启和中领军石成、前河东郡太守石晖计划诛杀石闵、李农，事情泄露，石启和石成、石晖都被杀害。